# Deparia triangularis
Deparia triangularis là một loài dương xỉ trong họ Athyriaceae. Loài này được Und.ap.Heller mô tả khoa học đầu tiên năm 1897.
Danh pháp khoa học của loài này chưa được làm sáng tỏ. 